# 1546
Năm 1546 (số La Mã: MDXLVI) là một năm thường bắt đầu vào thứ Sáu (liên kết sẽ hiển thị đầy đủ lịch) trong lịch Julius.

## Sự kiện
- Người Tây Ban Nha chinh phục Yucatan.
- Pháp và Anh tuyên bố hòa bình.